# Костишин Лілія Валентинівна
Лілія Валентинівна Костишин (до шлюбу Лісанкова; нар. 20 грудня 1975, с. Борсуки) — українська журналістка, публіцистка, літераторка. Тернопільська обласна премія імені Володимира Здоровеги (2016). Лауреатка конкурсу «Людина року м. Тернопіль» (2017).

## Життєпис
Народилася 20 грудня 1975 року у селі Борсуках Лановецького району, нині Тернопільського району Тернопільської области України.
Закінчила Тернопільський державний педагогічний університет (1998, нині національний університет). Відтоді працює у редакції тернопільської обласної газети «Вільне життя плюс»: оглядачка, заступниця редактора з жіночої та молодіжної проблематики, ведуча рубрик «Освіта» і «Калина».

## Доробок
Авторка: 
- збірки поезій «Люблю» (2005) та книги «Жіночі історії» (2008, співупорядник)
- вистави «Перерваний політ» (2016, разом із Богданом Мельничуком; Львівський академічний обласний музично-драматичний театр ім. Ю. Дрогобича)[3]